# Wilhelm von Dresow
Wilhelm Peter Gustav Georg von Dresow, bis 1888 Wilhelm Dresow, (* 5. Februar 1829 in Rosenberg; † 15. Mai 1895 in Potsdam) war ein preußischer General der Infanterie.

## Leben

### Herkunft
Wilhelm war der Sohn des preußischen Leutnants a. D. Johann Georg Dresow (1794–1879) und dessen Ehefrau Wilhelmine Helene, geborene Leining († 1866).

### Militärkarriere
Nach seiner Erziehung im elterlichen Hause besuchte Dresow das Gymnasium in Brieg. Zum 1. Oktober 1847 trat er als Einjährig-Freiwilliger in das 11. Infanterie-Regiment der Preußischen Armee ein und wurde nach seiner Dienstzeit zur Reserve entlassen. Dresow entschloss sich dann aber für eine Offizierslaufbahn und trat am 15. Oktober 1849 in das aktive Dienstverhältnis der Armee. Er wurde als Fahnenjunkerunteroffizier im 22. Infanterie-Regiment angestellt und avancierte bis Mitte Oktober 1850 zum Sekondeleutnant. Vom 1. Dezember 1856 bis zum 7. August 1859 war Dresow als Adjutant des I. Bataillons im 22. Landwehr-Regiment in Gleiwitz kommandiert. Zwischenzeitlich Ende Mai 1859 zum Premierleutnant befördert, wurde er am 1. Juli 1860 als Regimentsadjutant in das 3. Oberschlesisches Infanterie-Regiment (Nr. 62) nach Ratibor versetzt. Vom 22. Juni 1861 bis zum 30. November 1864 folgte seine Kommandierung nach Neiße als Adjutant der 24. Infanterie-Brigade. Anschließend übernahm Dresow als Hauptmann die 3. Kompanie des 1. Oberschlesischen Infanterie-Regiments Nr. 22 in Cosel, die er 1866 während des Krieges gegen Österreich in der Schlacht bei Königgrätz und der Einschließung von Josefstadt führte.
Mitte Juni 1869 wurde Dresow in das Grenadier-Regiment „König Friedrich Wilhelm IV.“ (1. Pommersches) Nr. 2 versetzt und als Adjutant der 14. Division nach Düsseldorf kommandiert sowie kurz darauf im Oktober 1869 zum Major befördert. Mit der Mobilmachung kam er anlässlich des Krieges gegen Frankreich Mitte Juli 1870 als Adjutant zum Oberkommando der 3. Armee. In dieser Stellung nahm er an den Schlachten bei Weißenburg, Wörth, Sedan sowie der Belagerung von Paris teil. Für sein Wirken erhielt Dresow beide Klassen des Eisernen Kreuzes sowie das Komturkreuz des Bayerischen Militärverdienstordens und das Komturkreuz II. Klasse des Friedrichs-Ordens mit Schwertern.
Nach dem Vorfrieden von Versailles wurde Dresow unter Stellung à la suite des Grenadier-Regiments „König Friedrich Wilhelm IV.“ (1. Pommersches) Nr. 2 am 20. März 1871 zum Kommandeur der Unteroffizierschule in Jülich ernannt. Von diesem Posten wurde er am 16. April 1874 entbunden, dem Grenadier-Regiment „König Friedrich Wilhelm IV.“ (1. Pommersches) Nr. 2 aggregiert und zur Dienstleistung beim Kriegsministeriums zwecks Wahrnehmung als Chef der Bekleidungsabteilung kommandiert. Nach seiner Beförderung zum Oberstleutnant erfolgte am 2. Januar 1875 die Ernennung zum Abteilungschef und Dresow avanciert dann am 18. Oktober 1877 zum Oberst. Als solcher fungierte er vom 12. November 1878 bis zum 5. Dezember 1883 als Kommandeur des Schleswig-Holsteinischen Füsilier-Regiments Nr. 86 in Flensburg. Mit seiner anschließenden Beförderung zum Generalmajor kehrte er nach Düsseldorf zurück und wurde Kommandeur der 28. Infanterie-Brigade. Für seine langjährigen Verdienste erhob ihn Kaiser Friedrich III. am 3. Mai 1888 in den erblichen preußischen Adelsstand.
Am 7. Juli 1888 wurde Dresow als Generalleutnant zum Kommandeur der 2. Division in Danzig ernannt. In gleicher Eigenschaft war er vom 24. März bis zum 11. Juli 1890 bei der neu aufgestellte 36. Division tätig. Anschließend wurde er unter Verleihung des Charakters als General der Infanterie mit der gesetzlichen Pension zur Disposition gestellt. Nach seiner Verabschiedung verlieh ihm Kaiser Wilhelm II. am 18. Oktober 1893 noch das Ritterkreuz I. Klasse mit Eichenlaub des Roten Adlerordens.

### Familie
Dresow hatte sich am 21. Juli 1862 in Oels mit Anna Cleinow (1842–1903) verheiratet. Aus der Ehe gingen zwei Söhne hervor, die beide eine Offizierslaufbahn in der Preußischen Armee einschlugen. Bernhard (* 1868) diente während des Ersten Weltkriegs als Oberst und Kommandeur des Landwehr-Infanterie-Regiments Nr. 8, Friedrich Wilhelm (* 1870) als Oberstleutnant und Kommandeur des Reserve-Infanterie-Regiments Nr. 70.